# Област Тано
Област Тано (多野郡 Tano-gun), је рурална област која се налази у префектури Гунма, Јапан. 
По попису од јануара 2015. године, област је имала 3.272 становника на површини од 296,45 км², са густином насељености од 11 становника по квадратном километру.

## Вароши и села
- Гунма
- Уено

Делови града Такасаки и цео град Фуџиока су раније припадали области.

## Историја
Област Тано је формирана 1. априла, 1896. године спајањем бивших области Минамиканра, Таго и Мидоно. У време његовог формирања, округ је имао четири вароши (Јоши, Фуџиока, Ониши и Шин) и 14 села.
- 1. април 1926 - село Камикава је подигнута на статус града; преименован у град Мамба
- 1. април 1954 - Фуџиоки се припајају села Сатио, Оно, Мидори и Микури и статус му је подигнут на статус града
- 1. октобар 1954 - Ониши у прилогу суседне Михара, а Санбагава села
- 1. јануар 1955 - Јоши припојена села Таго, Ирино и село Ивадаира из области Канра
- 1. март 1955 - Фуџиока припоена села Хирај, Хино
- 30. септембар 1956 - село Јавата припојено је граду Такасаки
- 1. април 2003 - Град Манба и село Накасато спојени су и формирана је варош Кана
- 1. јануар 2006 - Варош Ониши је припојен граду Фујиока
- 23. јануар 2006 - Варош Шин је припојена граду Такасаки
- 1. јун 2009 - Варош Јоши је припојена граду Такасаки